# 山口県道296号三見停車場三見市線
山口県道296号三見停車場三見市線（やまぐちけんどう296ごう さんみていしゃじょうさんみいちせん）は、山口県萩市を通る一般県道である。

## 概要
萩市三見のJR西日本山陰本線 三見駅から国道191号に至る。

### 路線データ
- 起点：萩市三見（JR西日本山陰本線 三見駅前、山口県道64号萩三隅線上）
- 終点：萩市三見（国道191号交点）

## 歴史
- 1958年（昭和33年）10月1日 - 山口県告示第644号の2により認定される。
- 1972年（昭和47年）頃 - 現行の県道番号に変更される。

## 路線状況
2008年（平成20年）2月23日に萩・三隅道路の明石IC（萩市三見） - 三隅IC（長門市三隅中）間が開通した。明石ICと国道191号とは本道路および山口県道64号萩三隅線を介して接続しており、2011年（平成23年）9月23日の全線開通までの間、萩・三隅道路を連絡する道路として利用されていた。

### 重複区間
- 山口県道64号萩三隅線（萩市三見）

## 地理

### 通過する自治体
- 萩市

### 交差する道路
| 交差する道路                      | 交差する場所 | 交差する場所 |
| --------------------------------- | ------------ | ------------ |
| 山口県道64号萩三隅線 重複区間起点 | 三見         | 起点         |
| 山口県道64号萩三隅線 重複区間終点 | 三見         |              |
| E9 山陰自動車道 / 萩・三隅道路    | 三見         | 三見IC       |
| 国道191号                         | 三見         | 終点         |

### 沿線
- JR西日本山陰本線 三見駅
- 萩市役所 三見出張所
- 萩市立三見小中学校